# أليكس تشولا
ألكسندر «أليكس» تشولا (6 يونيو 1956 – 27 أبريل 1993) كان لاعب كرة قدم ومدرب زامبي. تم التصويت له كأفضل لاعب كرة قدم في زامبيا عام 1976، ويعتبر أحد أعظم اللاعبين الزامبيين في التاريخ، وهو ثاني أعلى هداف في تاريخ البلاد بعد جودفري شيتالو. ترك بصمة في نادي موفوليرا بلاكبول [الإنجليزية] ونادي باور ديناموس قبل أن يصبح مدربًا لديناموس ويفوز بجائزة مدرب العام في عام 1992. توفي تشولا في حادث تحطم طائرة قبالة سواحل الغابون في 27 أبريل 1993.

## المسيرة الكروية
وُلِد تشولا في مدينة لوبومباشي حيث كان والده يعمل، ويُقال إنه لعب لنادي سولبينا [الإنجليزية] المحلي قبل أن ينتقل إلى ندولا عندما كان مراهقًا. بعد إقامة قصيرة، غادر إلى موفوليرا [الإنجليزية] ووقع عقدًا مع نادي موفوليرا بلاكبول [الإنجليزية] في الدرجة الثانية في عام 1974.

### موفوليرا بلاكبول
كانت مهارات تشولا الاستثنائية واضحة منذ سن مبكرة وشكل خط هجوم حاد مع المهاجم العملاق جون «فوسو» لينجوي ولي مولينجا واللاعب والمدرب سيمون «كاودي» كوشي. فاز بلاكبول بالترقية إلى الدوري الزامبي الممتاز، وفي أبريل 1975، أنهى تشولا سلسلة طويلة من عدم الهزيمة لفريق جرين بافالوز حامل لقب الدوري بهدف حاسم في ملعب بلاكبول جون كاتشوفا في موفوليرا. كانت هذه أول هزيمة في الدوري منذ أكثر من عام بالنسبة لفريق بافالوز، الذي فاز باللقب في عام 1974 دون أن يخسر مباراة واحدة.
في يوليو من نفس العام، تم إقالة قائد فريق بلاكبول جون بوثا وإيقافه عن العمل إلى أجل غير مسمى بسبب إصداره بيانات صحفية مهينة ضد كوشي، وتم تعيين تشولا قائدًا جديدًا في سن التاسعة عشرة.
ارتبط اسم تشولا بالعديد من الأندية خلال فترة وجوده في بلاكبول. كان كل من موفوليرا ووندرز وروكانا يونايتد وغرين بافالوز يسعون للحصول على توقيعه في مرحلة ما، لكن بلاكبول نجح في الاحتفاظ بأصوله الثمينة.
في حالة بافالوز، غيّر اللاعب رأيه عندما قيل له إنه يجب عليه الانضمام إلى رعاتهم جيش زامبيا ‏ لأنه أراد الحفاظ على وضعه المدني ولم تتحقق الخطوة إلى واندررز حيث كان يُعتقد أن مثل هذه الخطوة من شأنها أن تؤدي إلى توتر العلاقات بين الناديين.[بحاجة لمصدر]
في عام 1976، فاز بلاكبول بكأس الاستقلال بشق الأنفس بنتيجة 4–3 على زملائه في المدينة بوتوندو ويسترن تايجرز في ملعب داج هامرشولد ‏ في ندولا، حيث صنع تشولا هدفين وسجل هدف الفوز. كانت هذه هي الكأس الثانية والأخيرة التي حصل عليها بلاكبول بعد فوزه بكأس تشيبوكو في عام 1972. وعلى الرغم من احتلاله مركزا وسطا في جدول الترتيب، أنهى تشولا الموسم باعتباره هداف بلاكبول برصيد 20 هدفا، وتم اختياره كأفضل لاعب في زامبيا.
في عام 1978، حقق بلاكبول بداية قوية حيث لم يهزم في أول 8 مباريات من الموسم وتصدر جدول الترتيب. كانوا لا يزالون متقدمين بأربع مباريات متبقية، ولكنهم خسروا اللقب أمام واندررز، الذي أنهى الموسم في الصدارة بفارق نقطة واحدة، عندما خسر بلاكبول جميع القضايا الثلاث التي كانت أمام لجنة الانضباط التابعة لاتحاد كرة القدم في زامبيا. في المباراة الأولى، خسروا نقاطًا أمام ندولا يونايتد في ملعب كاموتشانجا عندما انفجرت الكرة ولم يتمكن أحد من إيجاد بديل، بينما تم تأكيد نتيجة التعادل 2–2 مع ريد أروز والتي تم إلغاؤها عندما انسحب بلاكبول من الملعب بعد حصول أروز على ركلة جزاء مشكوك فيها. تتعلق القضية الثالثة بلاعب سابق في نادي بلاكبول والذي شارك مع نادي كابوي يونايتد عندما كان لا يزال في صفوفه، لكن محكمة الاستئناف الزامبية أصدرت حكما ضد فريق موفوليرا.
كان المركز الثاني إنجازًا، لكن كان من الواضح أن تشولا كان يحمل الفريق لفترة طويلة، وتساءل المشجعون عن المدة التي سيبقى فيها في ملعب جون كاتشوفا. مهارة تشولا المذهلة في التعامل مع الكرة ‏، ودقة تمريراته، أدت، كما هو متوقع، إلى حصوله على لقبي «الكمبيوتر» و«المراوغ البارع». ألهم تشولا الشاب كالوشا بواليا الذي علق لاحقًا بأن تشولا «كان قادرًا على القيام بأشياء مذهلة بالكرة. من المؤسف أنه لم يكن هناك فيديو في ذلك الوقت».
بعد حصولهم على المركز الثاني في عام 1978، كان من المتوقع أن يتخذ بلاكبول الخطوة الأخيرة ويحصد لقب الدوري الأول على الإطلاق، ومع ذلك، وقع الفريق في معركة الهبوط منذ البداية وانتهى في المركز الثاني من الأسفل، ومع ذلك تم إنقاذه من الهبوط عندما زاد الاتحاد الأذربيجاني لكرة القدم عدد الفرق من 16 إلى 18.

### باور ديناموز
في ديسمبر 1979، اختفى تشولا وعائلته من موفوليرا وأفادت التقارير أنهم موجودون في كيتوي، وهي الخطوة التي أزعجت مسؤولي بلاكبول الذين شعروا بالخيانة ولم يعرفوا أي نادي قد خطف نجمهم حيث كانت العديد من الأندية تلاحقه. ومع ذلك، نفى تشولا أن يكون قد فر من بلاكبول وقال إنه كان في إجازة فقط في موفوليرا، على الرغم من حقيقة أن شاحنة كبيرة شوهدت وهي تنقل أغراض منزله من موفوليرا. «أنا شاب كبير ولاعب كرة قدم دولي. عندما أرغب في مغادرة بلاكبول، سأبلغ الجمهور عن نيتي في القيام بذلك».
وسرعان ما اتضح أن تشولا قد حصل على وظيفة في شركة كوبربيلت باور، الراعية لفريق باور ديناموس، مما أدى إلى حظر بلاكبول للاعب إلى أجل غير مسمى «لتركه النادي»، الأمر الذي أدى إلى إبعاده عن المباريات الدولية. دفع هذا تشولا إلى كتابة خطاب استئناف إلى FAZ الذي حكم لصالحه ومهد الطريق لانتقاله إلى ملعب آرثر ديفيز ‏. ترك انطباعًا فوريًا، حيث سجل هدفين في أول ظهور له، في نصف نهائي كأس أبطال الدوري في 3 فبراير 1980 في فوز 2–0 على جرين بافالوز. وبعد أسبوع، سجل الهدف الثالث في المباراة النهائية، والتي انتهت بفوز فريقه 3–0 على فريق موفوليرا واندررز في ندولا.
وفي وقت لاحق من ذلك العام، حصل على المزيد من الألقاب عندما تغلب فريق ديناموز على فريق بافالوز 2–0 ليفوز بكأس الاستقلال، وأنهى الموسم باعتباره هداف النادي. في العام التالي، احتفظ ديناموز بلقب كأس أبطال أفريقيا وشارك لأول مرة في كأس أفريقيا لأبطال الكؤوس، لكنه خرج على يد سيكوندي هاساكاس ‏ من غانا في ربع النهائي. في عام 1982، فازوا بكأس الاستقلال للمرة الثالثة في أربع سنوات، لكن الدوري أفلت منهم حيث أنهوا الموسم وصيفين لمنافسيهم في كيتوي، نكانا ريد ديفلز. لكن ديناموز قدم أداء جيدا في كأس أفريقيا للأندية أبطال الكؤوس، حيث وصل إلى المباراة النهائية قبل أن يخسر 4–0 في مجموع المباراتين أمام نادي المقاولون العرب المصري. واختتم تشولا الموسم باعتباره ثاني أفضل هداف في الدوري الزامبي، ووصيفًا لزميله في النادي بيتر كاومبا ‏.
كان تشولا ضمن فريق ديناموس الذي فاز بكأس روثمانز الدولية في بطولة الأمم الأفريقية لكرة القدم التي أقيمت في أبيدجان بساحل العاج في مايو 1983، بعد فوزه على فريق ستيلا أبيدجان من ساحل العاج 2–1، وفريق إف سي 105 من الغابون 4–1، وفريق بيندل إنشورانس من نيجيريا 2–1. في المباراة النهائية، تعادل ديناموز 0–0 مع عملاق الكاميرون تونير ياوندي إف سي وفاز 5–4 بركلات الترجيح بعد المباراة حيث تصدى حارس المرمى بلاكويل تشالوي لركلة الجزاء الحاسمة بعد 90 دقيقة بدون أهداف.
في يوليو 1983، وصف مدرب المنتخب الوطني الزامبي الجديد ويسلاف جرابوفسكي تشولا وزميله في فريق دينامو كاومبا بأنهما لاعبان من الطراز العالمي يتمتعان بإمكانات كافية للعب في أي فريق من الدرجة الأولى في أوروبا. انضم جرابوفسكي إلى حشد المشجعين الذين أعجبوا بمهارات تشولا في التلاعب بالثيران، لكنه أشار إلى أن زملاءه في الفريق لم يفهموا تمريراته السريعة والدقيقة. وأضاف أنه على الرغم من أن تشولا يفتقر إلى السرعة، إلا أنه كان لاعبًا ذكيًا يمكنه قراءة اللعبة. وفي نهاية الموسم، جاء مرة أخرى وصيفًا لأشلوس ميلو ‏ في قائمة الهدافين. في ديسمبر، وقع تشولا وكاومبا عقودًا احترافية لمدة ثلاث سنوات مع شركة أفريكا سبورتس في ساحل العاج. ومع ذلك، عاد الاثنان إلى وطنهما في يوليو 1984 واتضح أن أحد الرعاة الرئيسيين لشركة أفريقيا سبورتس قد انسحب، مما أدى إلى تغيير حظوظ النادي وقرروا العودة إلى زامبيا. وصل الثنائي في الوقت المناسب لتقديم يد العون لفريق ديناموز في محاولته الأخيرة للفوز ببطولة الدوري. أهدر تشولا ركلة جزاء عندما عانى ديناموز من هزيمته الوحيدة في الدوري في أكتوبر 1984، بنتيجة 2–0 أمام وصيف البطل في النهاية موفوليرا واندررز، لكن ديناموز انتقم من هذا بعد أسبوع عندما سحق واندررز بنتيجة 4–1 في مباراة العودة على ملعب آرثر ديفيز. وساعد هذا ديناموز على الفوز باللقب لأول مرة في تاريخه.
ولم ينتهِ الأمر عند هذا الحد، حيث سحق فريق ديناموس فريق كابوي ووريورز بنتيجة 4–2 في الدور نصف النهائي من بطولة الأبطال، حيث سجل تشولا ثلاثية، وعندما التقى الفريق بفريق واندررز في النهائي، فاز ديناموس بنتيجة 2–0.
في العام التالي في أغسطس، خسر فريق ديناموز مباراة في الدور الأول من كأس التحدي بي بيه أمام فريق الدرجة الأولى سيتي أوف لوساكا بنتيجة 3–0، مما أدى إلى تهميش المدرب فريدي مويلا وسط تقارير عن الخلاف بين اللاعبين الذين كانوا غير راضين عن موقفه تجاههم. اختار تشولا كمرشح محتمل لمنصبه، وتولى تشولا منصب لاعب ومدرب، على الرغم من أن فريق ديناموز خسر اللقب أمام منافسه نكانا بنقطة واحدة عندما فشل في التغلب على منافسيه في المدينة في مباراتهم قبل الأخيرة في الدوري على أرضهم. كما خسروا أيضًا لقب بطل الأبطال أمام واندررز. ورغم ذلك، قال اللاعبون إنهم سعداء للغاية بأساليب التدريب التي يتبعها تشولا. كان شقيق تشولا الأصغر باسكال كوندا يلعب كلاعب خط وسط في نادي ندولا يونايتد وانضم إلى باور ديناموز في عام 1985.
في نهاية الموسم، قرر تشولا إنهاء مسيرته المهنية للتركيز على التدريب. ومع ذلك، حاول العودة في نوفمبر 1987 في نهائي كأس الاستقلال ضد فريق كابوي ووريورز في لوساكا. كان له يد في الهدف الأول لديناموس الذي سجله بيرسون موانزا ولكن المأساة حلت عندما خرج من الملعب مصابًا بكسر في قصبة الساق اليسرى في الدقيقة 28 بعد تدخل متأخر من قبل وايتسون تشانجوي ‏ لاعب ووريورز. خسر فريق ديناموز المباراة النهائية بنتيجة 3–2، وكانت تلك آخر مباراة يلعبها على الإطلاق. كما تم تذكر المباراة أيضًا بسبب الشوط الأول الذي استمر لمدة 63 دقيقة. ووصف تشولا الحادث بأنه مؤسف وغير متعمد.

## المسيرة الدولية
ارتدى تشولا ألوان منتخب بلاده لأول مرة في سبتمبر 1974 عندما شارك مع منتخب زامبيا «ب» في مباراة ضد نادي أوبيراريو البرازيلي في لوساكا. كان أول ظهور له على المستوى الدولي ضد مالاوي في 14 أبريل 1975 بهدف في مباراة انتهت بالتعادل 3–3 في تصفيات كأس الأمم الأفريقية في لوساكا.
تألق تشولا في تصفيات زامبيا للألعاب الأولمبية عام 1976، وسجل 6 أهداف حيث تأهلت زامبيا إلى مونتريال 1976. لكن زامبيا انسحبت لأسباب سياسية، فاضطر تشولا إلى الانتظار أربع سنوات أخرى حتى يشارك في الألعاب الأولمبية. وفي هذه الأثناء، شارك مع منتخب زامبيا في كأس الأمم الأفريقية 1978 حيث فشل زامبيا في التقدم من المجموعة التي ضمت غانا ونيجيريا. في عام 1980، خرجت زامبيا من البطولة على يد مصر بنتيجة 6–2 في مجموع المباراتين، ثم انسحبت مصر احتجاجًا على غزو دولة فلسطين من قبل إسرائيل، فحلت زامبيا مكانها. شارك في مباراتين في موسكو 1980 عندما خرجت زامبيا من مرحلة المجموعات.
في نوفمبر 1981، كان تشولا من بين 8 لاعبين من المنتخب الوطني أصيبوا عندما اصطدمت الحافلة التي كانوا يسافرون بها بشجرة. كم من تشينغولا، في طريقهم من مباراة تدريبية في تشيليلابومبوي. تعرض تشولا لإصابات في الساق والركبة وغاب عن الملاعب لمدة شهر لكنه كان لائقًا بما يكفي للمشاركة في كأس الأمم الأفريقية في ليبيا.
شارك تشولا للمرة الثانية في كأس الأمم الأفريقية في ليبيا 1982 حيث وصلت زامبيا إلى الدور نصف النهائي لكنها خسرت أمام البلد المضيف 2–1 بعد تقدم مبكر. في العام التالي، لعبت زامبيا مع السودان في الخرطوم في تصفيات كأس الأمم الأفريقية وخسرت 2–1، تاركة لهم هدفًا يبدو قابلاً للتحقيق وهو الفوز بهدف واحد للتأهل إلى الدور التالي. ورغم الضغط المستمر في مباراة الإياب في ندولا، لم يتمكن الفريق إلا من تحقيق التعادل السلبي، حيث أهدر تشولا ركلة جزاء في الدقيقة 55، وهو ما عرضه لانتقادات شديدة من الجماهير.
وضع تشولا خيبة الأمل خلفه وفي وقت لاحق من ذلك العام، تألق في فوز زامبيا على مصر 1–0 في مباراة الذهاب من تصفيات دورة الألعاب الأولمبية في لوساكا، حيث سجل بيتر كاومبا هدفًا برأسه من ركلة حرة. وخسرت زامبيا مباراة الإياب 2–0 وخرجت من السباق، وستكون هذه آخر مباراة لتشولا منذ ما يقرب من عامين.
في أغسطس 1985، استدعى مدرب زامبيا برايتويل باندا، الذي كان يبحث عن بعض الإبداع المطلوب في خط الوسط، تشولا الذي كان في ذلك الوقت لاعباً ومدرباً في ناديه باور ديناموز لمباراة التصفيات المؤهلة لمرحلة خروج المغلوب ضد نيجيريا. وقد عاد إلى الملاعب عندما تعادلت زامبيا مع إيجلز 0–0 في لاجوس، وأظهر «المراوغ البارع» سحره عندما سحب الخيوط في خط الوسط وفازت زامبيا 1–0 لتطيح بنيجيريا من سباق كأس الأمم الأفريقية 1986.
بعد ظهور آخر في مباراة ودية ضد بوتسوانا، سافر تشولا مع الفريق الزامبي إلى زيمبابوي للدفاع عن كأس سيكافا. تعادل 2–2 مع أصحاب الأرض ثم خسر 3–0 أمام أوغندا ليضع حدا لآمال زامبيا. وشارك تشولا في المباراتين لكن تم استبداله في كلتا المباراتين وكشف المدرب بعد ذلك أنه كان يعاني من المرض. وتبين أن هذه كانت آخر مباراة له مع زامبيا. شارك في 100 مباراة دولية (بما في ذلك 12 مباراة متعلقة بالألعاب الأولمبية) وسجل 43 هدفًا، مما جعله أحد أكثر لاعبي زامبيا مشاركة مع المنتخب الوطني، ويأتي في المركز الثاني بعد جودفري شيتالو في تسجيل الأهداف.
في عام 2006، تم اختياره من قبل الاتحاد الأفريقي لكرة القدم كواحد من أفضل 200 لاعب كرة قدم أفريقي في الخمسين عامًا الماضية.

## المسيرة التدريبية
انخرط تشولا في مجال التدريب منذ وقت مبكر من عام 1976، حيث قام بتدريب الشباب في نادي مركز بوسيكو المجتمعي كمدرب لفريق تحت 14 عامًا والذي كان يضم كالوشا بواليا.
في أبريل/نيسان 1983، تحدث مدرب فريق ديناموز فريدي مويلا ‏ عن قيام بعض اللاعبين «الاختياريين» بإجبار زملاءهم الصغار في محاولة فاشلة لإبعاده عن منصبه. قال: «يُصبح النجم أفضل من آخر مباراة له. بعض هؤلاء اللاعبين الكبار لم يكونوا على المستوى المطلوب حتى الآن، وقد نبهتهم أنا و(المستشار الفني) بيل ماكغاري إلى هذا الأمر». في نهاية المطاف، أحصل على أجر مقابل الصراخ عليهم لأن هذه هي وظيفتي.
في أغسطس 1985، خسر فريق ديناموز مباراة في الدور الأول من بطولة كأس التحدي الزيمبابوي أمام فريق سيتي أوف لوساكا ‏ من الدرجة الأولى بنتيجة 3–0، وهو ما أثار استياء مويلا الذي اقترح أن «تغيير المدربين قد يجلب بعض الشرارة للفريق لأنه ربما كان يخبرهم بنفس التقنيات القديمة». وأشار إلى تشولا باعتباره مرشحًا محتملًا لمنصبه. وكانت هناك تقارير عن وجود خلافات بين اللاعبين أيضًا، الذين أعربوا عن عدم رضاهم عن موقف مويلا تجاههم. استقال وتولى تشولا المسؤولية، على الرغم من تنازل ديناموز عن اللقب لمنافسه اللدود نكانا ريد ديفلز وكأس بطل الأبطال لواندررز. ومع ذلك، قال اللاعبون إنهم سعداء للغاية بأساليب التدريب التي يتبعها تشولا.[بحاجة لمصدر]
بعد خمس سنوات من مغادرته ديناموس، حقق مويلا عودةً مثيرةً كمدرب وسط تقارير عن مقاطعة بعض اللاعبين للتدريب فور سماعهم الخبر. حُوِّل تشولا إلى منصب مساعد المدرب، وعُيِّن الاسكتلندي جيم بون مستشارًا فنيًا. أُعيد تسمية ديناموس بـ«باور 90»، وفاز بثلاثة ألقاب عام 1990، وخسر بصعوبة بالغة أمام نكانا.
في العام التالي، حقق ديناموز إنجازًا تاريخيًا بتغلبه على فريق بينو سيمنت ليونز النيجيري بنتيجة 5–4 في مجموع المباراتين، ليحصد لقب كأس أفريقيا لأبطال الكؤوس، وهو الفريق الزامبي الوحيد الذي حقق هذا الإنجاز حتى الآن. كان ديناموز قد خسر ذهابًا في نيجيريا بنتيجة 2–3، لكنه تمكن من الفوز على أرضه بنتيجة 3–1 رغم تأخره بهدف في الشوط الأول. كما حصد ديناموز لقب الدوري محققًا ثنائية تاريخية.[بحاجة لمصدر]
في العام نفسه، التحق تشولا بدورة تدريبية في ألمانيا، حيث حصل على دبلوم متقدم في التدريب. في الموسم التالي، استأنف مهامه التدريبية بعد رحيل بون ومويلا، وبدأ ديناموز رحلة الدفاع عن لقب كأس الكؤوس الأوروبية. بعد تجاوزهم فريق موتشودي سنتر تشيفز من بوتسوانا في الدور الثاني، ضغط لاعبو ديناموز من أجل زيادة رواتبهم، وقاطعوا رحلة إلى بوروندي، مما أدى إلى إيقاف الإدارة للفريق بأكمله حتى نهاية الموسم، باستثناء حارس المرمى مارتن موامبا، والمدافع ويبي تشيلوفيا، ولاعب الوسط أجري تشيانغي.[بحاجة لمصدر]
لذلك اضطر تشولا إلى الاكتفاء بفريق كامل من الشباب من الفريق الاحتياطي، لاعبين مثل وينتر مومبا، كينان سيمامبي ‏، دوغلاس موامبا، تشانجا تشايوا، وكيليس موابا. وإلى دهشة الجميع، أنهى فريق ديناموس الموسم في المركز الخامس وخسر ثماني مباريات فقط في الدوري. حصل تشولا على جائزة مدرب العام لموسم 1992.
بعد الهزيمة المفاجئة التي منيت بها زامبيا أمام مدغشقر في تصفيات كأس العالم في أنتاناناريفو في ديسمبر 1992، تم إقالة المدرب صامويل ندلوفو ‏ وتم تعيين جودفري تشيتالو مدربًا للمنتخب الوطني مع تشولا كمساعد له. لقد شكل الاثنان فريقًا مثيرًا كان من المتوقع أن يصل إلى نهائيات كأس العالم عام 1994، ولكن في طريقهم إلى السنغال واجه الفريق مصيره في الكارثة الجوية المروعة قبالة سواحل الغابون.

## الوفاة
في 27 أبريل 1993، سافر المنتخب الوطني الزامبي إلى السنغال لخوض أولى مبارياته في مرحلة المجموعات ضمن تصفيات كأس العالم لكرة القدم 1994. كانت وسيلة النقل للفريق هي طائرة تابعة للقوات الجوية الزامبية. بعد التزود بالوقود في ليبرفيل، الغابون، واجهت الطائرة مشاكل وسقطت في البحر. توفي في الحادث ثلاثون شخصًا كانوا على متن الطائرة، بما في ذلك مايكل موابي، رئيس اتحاد زامبيا لكرة القدم، وتشولا، وتشيتالو، وثمانية عشر لاعبًا.
ترك تشولا زوجةً تُدعى مونيكا وخمسة أبناء. سُمي شارع أليكس تشولا في لوساكا باسمه تكريمًا له.

## الإنجازات
إنجازات النادي
- الدوري الزامبي الممتاز: 1984
- كأس الاستقلال: 1976، 1980 و1982
- كأس أبطال أوروبا: 1980، 1981، 1984

الإنجازات الفردية
- أفضل لاعب كرة قدم في زامبيا: 1976
- أفضل مدرب في زامبيا: 1992

## وصلات خارجية
- Alex Chola على موقع الاتحاد الدولي (مؤرشف)  (الإنجليزية)
- Alex Chola على موقع قاعدة بيانات كرة القدم.إي يو (الإنجليزية)
- Alex Chola على موقع ناشيونال فوتبول تيمز (الإنجليزية)
- Alex Chola على موقع أوليمبيديا (الإنجليزية)